# ویولا
ویولا (یا آلتو یا ویولن آلتو) سازی زهی و آرشه‌ای است از خانواده ویولن. «ویولن آلتو» همانند ویولن نواخته می‌شود. ویولا کمی بزرگتر از ویولن است و صدای بم‌تر و عمیق‌تری دارد.
این ساز دارای صدای میانی بین ویولن ( یک پنجم درست بالاتر) و ویولن سل ( یک اکتاو پایین‌تر) است.
کوک سیم‌های ویولا به ترتیب از بم به زیر عبارتند از: دو(C)، سل(G)، رِ(D) و لا(A).

## ویژگی
- موسیقی برای ویولا در مقایسه با سازهای دیگر متفاوت است که در آن عمدتاً از کلید آلتو (دو خط سوم) استفاده می‌شود. هنگامی که موسیقی ویولا به بخش‌های بالاتر (زیرتر) قرار داشته باشد، از کلید سل استفاده می‌شود تا خواندن آن آسان‌تر شود.
- چهار سیم ویولا مانند ویولن با فاصلهٔ پنجم درست با هم کوک می‌شوند. زیرترین سیم نت لا با بسامد ۴۴۰ هرتز است که به فاصلهٔ ششم بزرگ بالای نت دوی وسط پیانو است.
- طول ویولا حدود ۵ سانتی‌متر بیشتر از ویلن است و به همین سبب وسعت صوتی آن بم‌تر است.
- دامنه صوتی نرمال از دو زیر تا دو میانی است که تا حدود سه اکتاو گسترش دارد.
- ویولا اغلب «صدایی درونی» را در کوارتت‌های‌ زهی و آثار سمفونیک دارد و بیشتر از ویولن‌اول برای همراهی قطعات مورد استفاده قرار می‌گیرد.[۱]

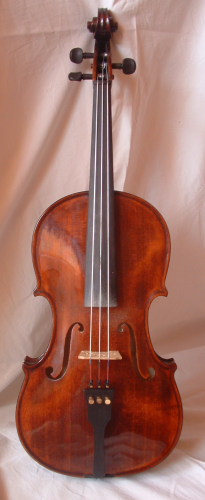
ویولا مورد استفاده در موسیقی محلی مجارستان و رومانی